# Pan African Football Club
Il Pan African Football Club è un club calcistico tanzaniano di Dar es Salaam. Il club ha avuto particolare successo negli anni settanta e ottanta, quando ha vinto diversi titoli e ha anche partecipato alla Coppa dei Campioni africani. Negli ultimi anni, il club ha militato nella seconda divisione e ha fatto ritorno al massimo livello nel 2007.
Leodegar Tenga, l'attuale presidente della federazione calcistica tanzaniana, è stato allenatore del Pan African per un certo periodo a partire dal 1981. Meridian è lo sponsor del club.

## Palmarès
- Campionato tanzaniano: 2

1982, 1988
- Coppa di Tanzania: 3

1978, 1979, 1981